# Campeonato europeo de hockey sobre patines masculino de 1965
El XXVII Campeonato europeo de hockey sobre patines masculino de 1965 se celebró en Lisboa (Portugal) del 5 al 12 de junio de 1965. Fue organizado por el Comité Europeo de Hockey sobre Patines. La selección de Portugal ganó su décimo título.

## Equipos participantes
|              |
| Alemania     |
| Bélgica      |
| España       |
| Francia      |
| Inglaterra   |
| Italia       |
| Países Bajos |
| Portugal     |
| Suiza        |

## Resultados
|              | Bandera de Francia | Bandera de Portugal | Bandera de España | Bandera de Suiza | Bandera de Alemania | Bandera de Italia | Bandera de Bélgica | Bandera de los Países Bajos | Bandera de Inglaterra |
| ------------ | ------------------ | ------------------- | ----------------- | ---------------- | ------------------- | ----------------- | ------------------ | --------------------------- | --------------------- |
| Francia      |                    |                     |                   |                  |                     |                   |                    |                             |                       |
| Portugal     | 7-1                |                     |                   |                  |                     |                   |                    |                             |                       |
| España       | 10-1               | 0-2                 |                   |                  |                     |                   |                    |                             |                       |
| Suiza        | 5-1                | 1-8                 | 4-3               |                  |                     |                   |                    |                             |                       |
| Alemania     | 5-1                | 3-9                 | 0-5               | 0-4              |                     |                   |                    |                             |                       |
| Italia       | 5-2                | 2-4                 | 3-6               | 5-2              | 7-1                 |                   |                    |                             |                       |
| Bélgica      | 3-5                | 0-17                | 1-5               | 1-5              | 5-3                 | 0-4               |                    |                             |                       |
| Países Bajos | 7-5                | 0-10                | 0-4               | 3-0              | 7-1                 | 3-4               | 8-1                |                             |                       |
| Inglaterra   | 4-3                | 1-4                 | 0-1               | 1-7              | 2-1                 | 3-4               | 3-1                | 0-9                         |                       |

## Clasificación
| Equipo       | Pts | PJ | PG | PE | PP | GF | GC | DG  |
| ------------ | --- | -- | -- | -- | -- | -- | -- | --- |
| Portugal     | 16  | 8  | 8  | 0  | 0  | 61 | 8  | +53 |
| España       | 12  | 8  | 6  | 0  | 2  | 34 | 11 | +23 |
| Italia       | 12  | 8  | 6  | 0  | 2  | 34 | 21 | +13 |
| Países Bajos | 10  | 8  | 5  | 0  | 3  | 37 | 25 | +12 |
| Suiza        | 10  | 8  | 5  | 0  | 3  | 28 | 22 | +6  |
| Inglaterra   | 6   | 8  | 3  | 0  | 5  | 14 | 30 | -16 |
| Alemania     | 2   | 8  | 1  | 0  | 7  | 14 | 40 | -26 |
| Francia      | 2   | 8  | 1  | 0  | 7  | 19 | 46 | -27 |
| Bélgica      | 2   | 8  | 1  | 0  | 7  | 12 | 50 | -38 |